# Álvaro Ruibal
Álvaro Ruibal (Santiago de Compostela, 22 de junio de 1910—Barcelona, 15 de enero de 1999) fue un periodista español.

## Biografía
Santiago Su madre era natural de Santiago de Compostela y su padre de Pontevedra. Vino a Madrid para estudiar arquitectura y ciencias exactas pero sin vocación científica, pronto comenzó a publicar sus primeros artículos en El Sol, dentro de la sección literaria que dirigía Juan Ramón Jiménez. En la universidad asiste a las clases de geometría de Faustino Archilla, e indistintamente a las de Ortega y de Morente.
En Madrid, alterna sus visitas a la tertulia del café Pombo con una intensa convivencia con boxeadores y ciclistas. Entre sus muy diversas relaciones, estuvieron, por ejemplo Emil Ludwig, el boxeador ‘Kid Chocolate’, Rafael Vázquez Zamora, Emiliano Iglesias Ambrosio o Fernando de la Cuadra Salcedo.
Al inicio de la década de 1940 se instaló en Barcelona donde entra en la redacción del diario La Vanguardia, contratado por Luis de Galinsoga, y llegaría a dirigir la revista Destino. En ese periodo de su vida también fue corresponsal de El Compostelano, El Faro de Vigo, El Correo Gallego, La Noche, El Ideal Gallego, Gaceta Ilustrada, El Ciervo, Jano, y otras publicaciones.
En la Ciudad Condal, donde llega a casarse con una catalana, centró su actividad en La Vanguardia firmando con varios nombres, el suyo propio, AR y Zaguero (crónicas deportivas del fútbol de tercera división), y con el seudónimo de ERO la columna diaria “La calle y su mundo”, desde el 28 de enero de 1962 hasta el 16 de enero de 1999, que aparecería un día después de su muerte.

## Obra
Además de su extensa obra periodística, escribió tres libros de viajes: Los pueblos y las sombras (Planeta, 1972), El tiempo retenido (Plaza y Janés, 1974) y León (Destino, 1982). Una pequeña parte de su obra está recopilada en Ida y vuelta a Lérida, con prólogo de Juan Manuel Nadal (Publicacions del Caliu, 1999), Viveiro y A Mariña, con prólogo de José Luis Varela (A.C.Estabañón, 2010) y Gente de paso, con prólogo de Lluís Permanyer (Sotelo Blanco Edicions, 2014).